# Geumcheon-gu
Geumcheon-gu  är ett av de 25 stadsdistrikten (gu) i Sydkoreas huvudstad Seoul.
Det skapades 1995 från grannen Guro-gu och små sektioner från Gwangmyeong.
Geumcheon-gu ligger i det sydvästra hörnet av staden, söder om floden Han. Det gränsar i väster av Anyang-floden, och delvis på öst av Gwanak-berget, en dominerande del av Seouls södra skyline.
Många teknikföretag är baserade i Geumcheon-gu och flera stora huvudkontor ligger här, om än inkomstnivån för Seoulites här är lägre än genomsnittet. DGyeongbu-järnvägen från Seoul station till Busan passerar, samt Seouls tunnelbana linjer 1 och 7.

## Administrativ indelning
Distriktet är indelat i 10 administrativa stadsdelar (dong):
Doksan 1-dong,
Doksan 2-dong,
Doksan 3-dong,
Doksan 4-dong,
Gasan-dong,
Siheung 1-dong,
Siheung 2-dong,
Siheung 3-dong,
Siheung 4-dong  och
Siheung 5-dong .